# Joe Simon
Joseph Henry „Joe“ Simon (narozený jako Hymie Simon, 11. října 1913 – 14. prosince 2011) byl americký komiksový spisovatel, výtvarník, editor a vydavatel. Během let 1930–1940 počal zlatý věk v komiksech.
Po roce 1940 tvořil převážně romantické komiksy a zároveň byl průkopníkem hororových komiksů. Roku 1999 byl uveden do síně slávy Eisner Award winners.

## Život
Joe Simon se narodil v roce 1913 jako Hymie Simon a vyrůstal v Rochesteru ve státě (New York). Po promoci v roce 1932 byl najat americkými novinami Rochester Journal-American a režisérem Adolfem Edlerem, aby napsal komiks.